# Пересмотр портфеля и составление отчётов
Подготовка отчётов и обзоров функционирования портфеля проектов (англ. Portfolio Reporting and Review) — компонент группы процессов мониторинга и контроля проектов (Monitoring Process Group) при управлении портфелем проектов.

## Цель процесса
Создать уверенность, что портфель включает только те компоненты, которые способствуют достижению стратегических целей.
Для этого:
- Могут быть добавлены новые проекты
- Исключены существующие проекты
- Должна быть произведена реприоритезация

## Подготовка отчётов и обзоров функционирования портфеля
- Обзор компонентов портфеля, их взаимосвязей, масштабов, рисков, финансовых показателей в сравнении с портфельными контрольными критериями;
- Обзор ожидаемого влияния бизнес-прогнозов использования ресурсов, ограничений на реализацию проектов;
- Определение целесообразности продолжения или прекращения разработки проектов, добавления новых, реприоритезации, пересмотра соответствия стратегиями;
- Разработка при необходимости рекомендаций по управлению отдельными проектами портфеля;
- Предложения изменения по управлению портфелем;
- Отчёт о достижении целей компании и получении выгод от портфеля.

## Входные данные
- ресурсное распределение и способность
- ограничения окружения
- корпоративные стандарты управления и контроля, ограничения
- критерий оценки и отбора
- актуализированные KPI’s
- стратегические цели и стратегия
- критерий управления портфелем

## Выходные данные
- указания относительно компонентов
- рекомендации по перегруппировке портфеля
- рекомендации для бизнеса
- критерий отбора
- актуализированные ключевые индикаторы
- отчёт о достижении цели